# سلطان سبيل
سلطان سبيل موسى (مواليد 22 مارس 1994) لاعب كرة قدم إماراتي يجيد اللعب في الظهير الأيسر مع نادي الفجيرة.

## مسيرة اللاعب
لعب في نادي الشباب ونادي العروبة ونادي دبا الفجيرة ونادي البطائح ونادي دبا الحصن ونادي الذيد ونادي الفجيرة.

## روابط خارجية
- سلطان سبيل على موقع Soccerway.com (الإنجليزية)